# 天主教碑文谷教會
天主教碑文谷教會（カトリック碑文谷教会）是位於東京都目黒区碑文谷的一座建立於1954年的天主教堂，屬於天主教東京總教區管轄，由慈幼會運營，正式名稱為“江戶的聖瑪利亞聖堂”。

## 概要
碑文谷教會落成於1954年5月22日，是一座羅馬式風格的教堂，面積752平方米，能夠容納一千多名信徒同時禮拜。教堂內部有大量日本和西洋混合風格的壁畫、馬賽克和雕像，以及大型管風琴，是東京地區最華麗的天主教堂。教堂的鐘樓高達36米，內有義大利米蘭的信徒捐贈的“啦、多、咪”三口鐘。由於其的華麗風格，碑文谷教會是東京頗有名聲的婚禮舉行地點。

## 脚注
1. ↑  .   [2019-07-27]. （原始内容存档于2019-07-27）.
2. ↑  .   [2019-07-27]. （原始内容存档于2021-02-20）.